# Eisdorn

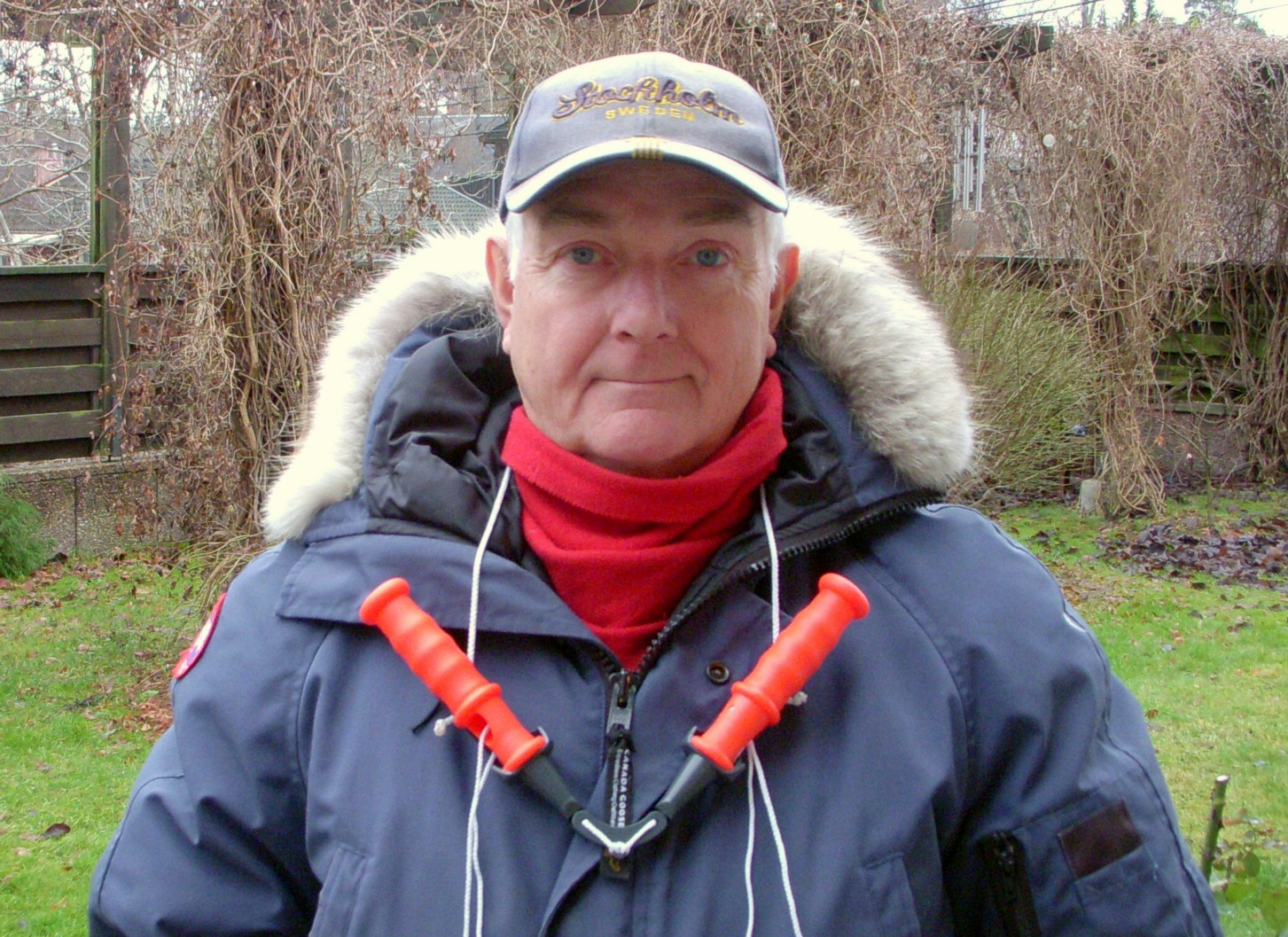
Eisdorne trägt man um den Hals

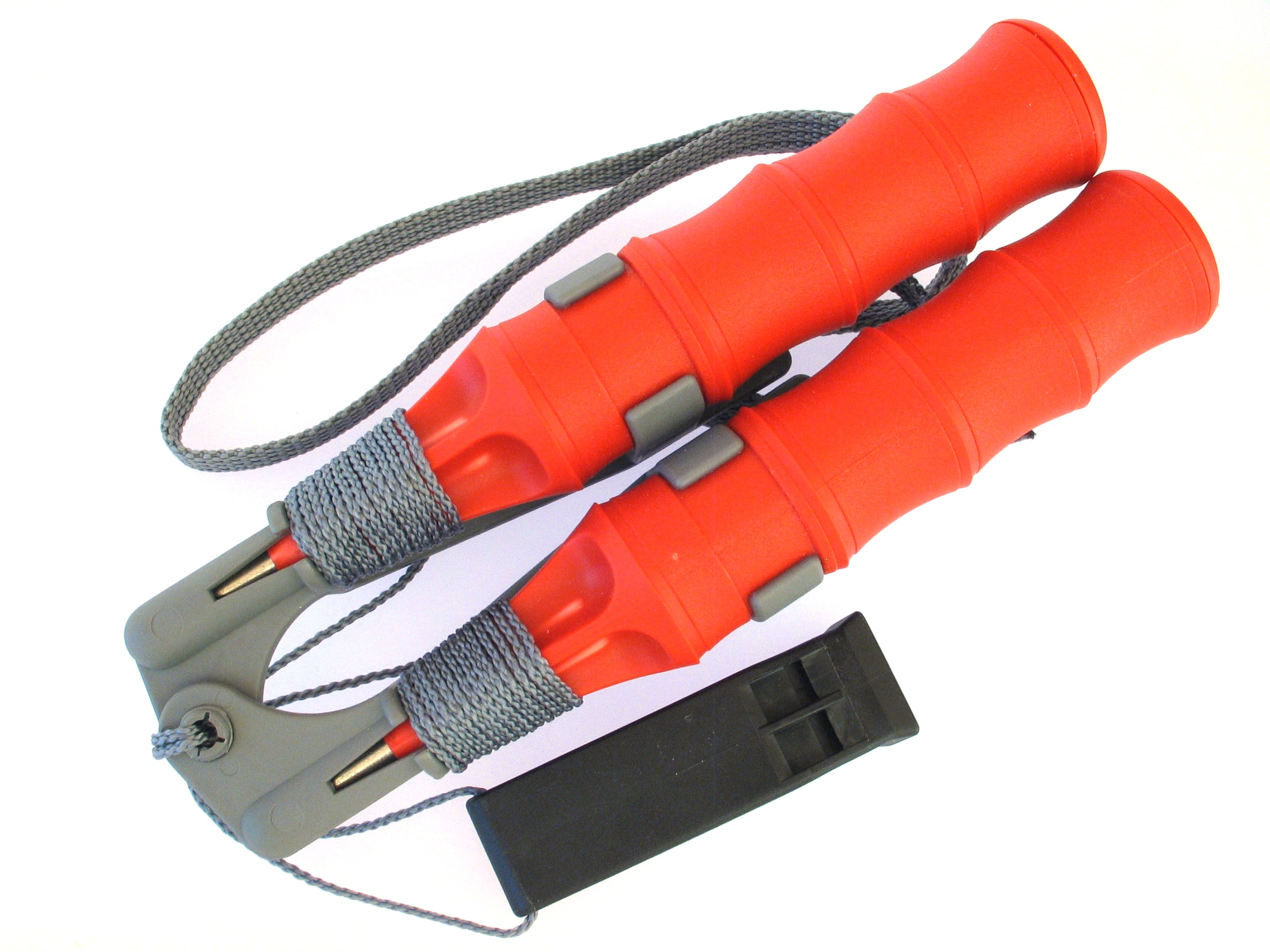
Eisdorne mit Trillerpfeife

Der Eisdorn ist eine ursprünglich schwedische Sicherheitsausrüstung, die beim Eiswandern und anderen Aktivitäten auf dem Eis angewendet werden kann. Der Eisdorn (schwedisch isdubb) besteht aus zwei Handgriffen, die an den Enden mit scharfen Metallspitzen versehen sind. Die Handgriffe sind paarweise mit einer Schnur vereint.
Mit Hilfe der Spitzen des Eisdorns kann man sich selbst aus einem Eisloch hochziehen. Dabei ist darauf zu achten, dass man sein Körpergewicht gut verteilt, um weiteren Eiseinbruch zu verhindern.
Die Eisdorne sollte man nicht in der Tasche oder dem Rucksack verstauen, sondern, sobald man sich auf das Eis begibt, um den Hals hoch über der Brust tragen, sodass sie bei einem Unglück leicht griffbereit sind. Üblicherweise sind die Eisdorne jeweils mit einer Schnur am Halter befestigt, um ein Verlieren bei der Verwendung zu verhindern. Manche Eisdorne sind auch mit einer Trillerpfeife ausgerüstet, um das Hervorrufen von Aufmerksamkeit zu ermöglichen.